# Четворопругасти смук
Четворопругасти смук (лат. Elaphe quatuorlineata, syn. Coluber quatuorlineatus) је змија која припада породици Colubridae, која заједно са осталим фамилијама змија припада подреду Ophidia, а заједно са гуштерима чине ред Squamata, унутар једне од пет класа кичмењака, класе гмизаваца (Reptilia). Четворопругасти смук је неотровна змија, плен убија обмотавајући се око њега и давећи га, те спада у нетаксономску групу удава.

## Изглед
Као што и само име каже, змије ове врсте имају четири тамне пруге на дорзалној страни, те је то уједно и најмаркантнија карактеристика по којој се може лако визуелно препознати. Вентрална (трбушна) страна је крем-бела са тамним пределима. Млади су бели или кремасто сиви са тамним седластим шарама на дорзалној страни, које временом нестају. Максимална измерена дужина је 260цм, али је дужина просечних одраслих између 160-180цм, што их сврстава међу веће змије, поготово на Балканском полуострву.

## Распрострањење
Ова врста је присутна у медитеранској и субмедитеранској области централне и јужне Италије (искључујући Сицилију), као и на Балкану. На Балкану се простире од Словеније јужно, дуж обале Средоземног мора (укључујући и нека острва), па све до већег дела Албаније, Македоније (углавном низијски предели), јужне Србије, Црне Горе и Грчке. Простире се од нивоа мора, па све до 2500 m надморске висине. Сматра се да је аутохтона врста у свим наведеним државама, укључујући и Босну.

## Популација
Четворопругасти смук не спада у честе врсте, али тешко је одредити њен укупан број свих популација. Свакако је евидентно да се број смањује. Највише је угрожава губитак станишта услед уништавања шума и претеране урбанизације. Отерана је из многих својих природних станишта од стране људи.

## Екологија врсте
Честа је у шумарцима и на ливадама близу шума, као и у отвореним (ретким) шумама. Такође, као и углавном све змије, често се налази на каменитом подручју, испод или на камењу где се сунча и прикупља топлоту. Женке лежу између 4 и 16 јаја, а млади се излежу након периода од 6 до 10 недеља. Храни се мишевима, гуштерима и пацовима, и управо због тога је и добила несистематско име на енглеском - Ratsnake